# Fortuna Düsseldorf
Düsseldorfer Turn- und Sportverein Fortuna 1895 e.V., Fortuna Düsseldorfⓘ – niemiecki klub piłkarski z siedzibą w Düsseldorfie. Został założony w 1895 roku.

## Od założenia do II wojny światowej
Klub został założony w 1895 roku pod nazwą Turnverein Flingern. Na późniejsze powstanie Fortuny miały wpływ także dwa inne historycznne kluby: Düsseldorfer Fussballklub Spielverein założony w 1908 roku oraz FC Alemania 1911 założony w 1911 roku. FC Alemania rok później została przemianowana na Fortuna 1911, a w połowie 1913 roku oba kluby połączyły się i utworzyły Düsseldorfer FC Fortuna 1911. To z kolei spowodowało fuzję z Flingern i w ten sposób powstała Fortuna Düsseldorf.
W końcu lat 20. Fortuna zdobyła kilka lokalnych tytułów, a w 1933 sięgnęła po mistrzostwo Niemiec pokonując FC Schalke 04, który w tych czasach był dominującym niemieckim zespołem. W następnym sezonie Fortuna zaczęła grać w rozgrywkach o nazwie Gauliga Niederrhein, które były jedną z 16 lig uformowanych przez Niemiecki Związek Piłki Nożnej. Düsseldorf zdominował rozgrywki tej ligi i w latach 1936–1940 pięciokrotnie z rzędu brał udział w rundzie finałowej mistrzostw Niemiec. W 1937 roku dotarł też do finału Tschammerpokal, protoplasty dzisiejszego Pucharu Niemiec. W latach 1944–1945 występowała jako KSG TSV Fortuna/SC 99 Düsseldorf, ale rozegrała zaledwie dwa mecze, gdy narodowi socjaliści ogłosili upadek Trzeciej Rzeszy.

## Lata 60. i 70.
Słabsza dyspozycja nie pozwoliła Fortunie awansować do profesjonalnej ligi złożonej z 16 drużyn. Jednak 3 lata później awansowała do ekstraklasy. Szybko jednak spadła z powrotem do drugiej ligi, ale w sezonie 1971/1972 ponownie świętowano awans Fortuny. W pierwszej lidze klub z Düsseldorfu spędził 16 lat, dwukrotnie zajmując 3. miejsce. W tym okresie trzykrotnie awansował do finału krajowego pucharu: w 1978 roku przegrał, w 1979 zdobył ten puchar, podobnie jak rok później, w 1980 roku. Sukces osiągnął także w Pucharze Zdobywców Pucharów awansując do finału, w którym przegrał z FC Barcelona 3:4 po dogrywce.

## Lata 80. i czasy współczesne
Od czasu spadku w 1987 Fortuna jeszcze dwukrotnie awansowała do ekstraklasy. Grała w niej w latach 1989–1992 oraz 1995–1997, a następnie grała na tyle słabo, że wylądowała w Oberlidze Nordrhein (IV) (2002–2004). w latach 2000 i 2001 tylko dlatego nie spadła o klasę niżej, gdyż jej rywale nie otrzymali licencji na grę w Regionallidze. Fortuna także przechodziła kłopoty finansowe, ale z czasem sytuacja się ustabilizowała, a klub w końcu awansował do rozgrywek Regionalligi Północnej (III). Po sezonie 08/09 Fortuna awansowała do 2. Bundesligi
W sezonie 2011/2012 2. Bundesligi Fortuna zajęła trzecie miejsce i zwyciężyła następnie w barażach z 16. drużyną Bundesligi, Herthą Berlin i awansowała do Bundesligi. W sezonie 2012/2013 drużyna zajęła przedostatnie, 17. miejsce i została zdegradowana do 2. Bundesligi. W sezonie 2017/2018 Fortuna ponownie awansowała do Bundesligi.
W sezonie 2019/2020 Bundesligi Fortuna zajęła 17. miejsce i została zdegradowana do 2. Bundesligi.

## Historia herbu

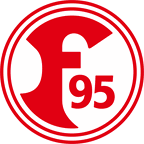
1933–1961
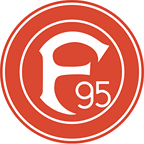
1961–1979
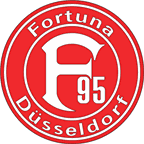
1979–1988
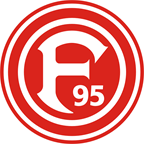
Od 1988

## Sukcesy
- Mistrzostwo Niemiec: 1933
- Wicemistrzostwo Niemiec: 1936
- Puchar Niemiec: 1979, 1980

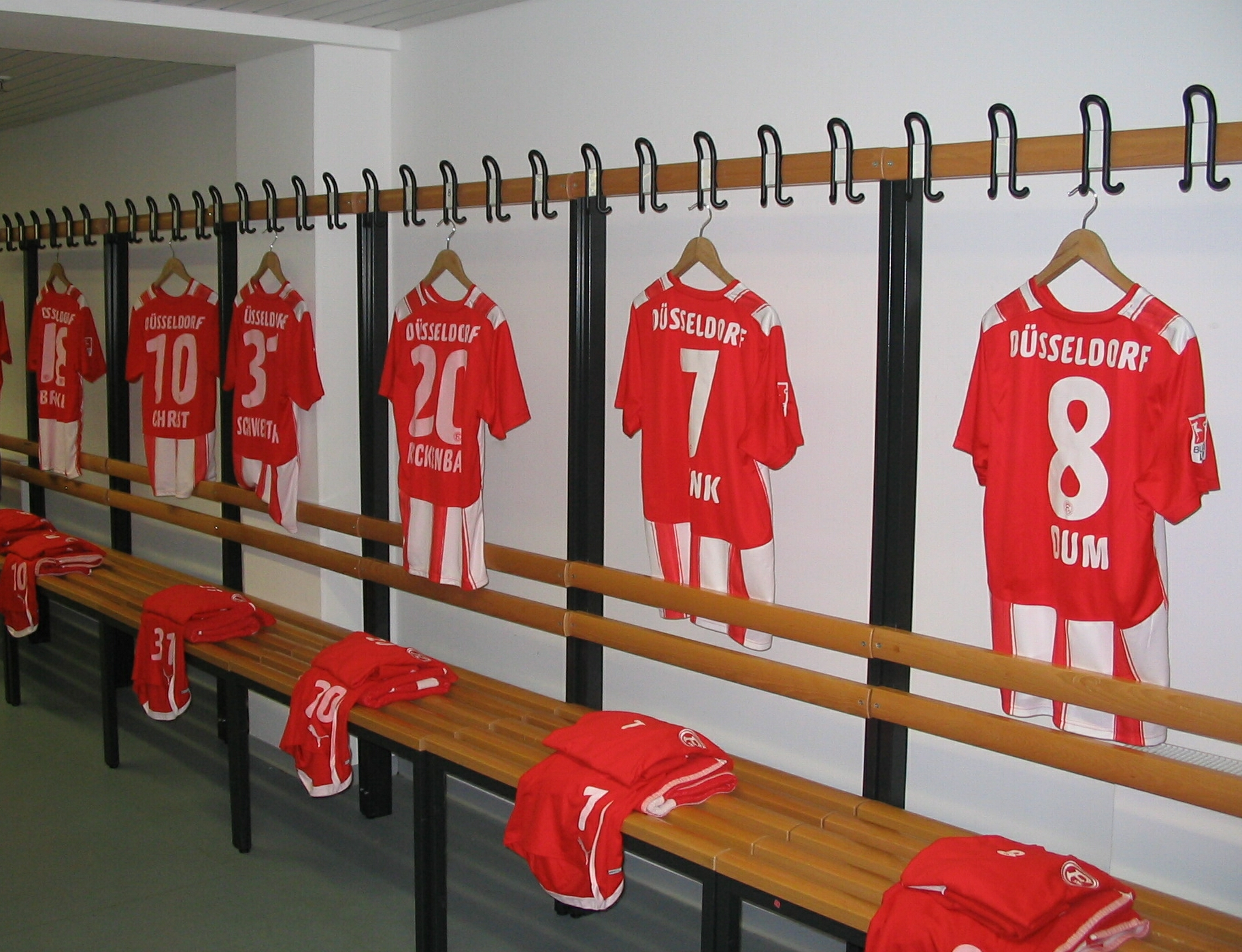
Koszulki zawodników w szatni Fortuny (2010)

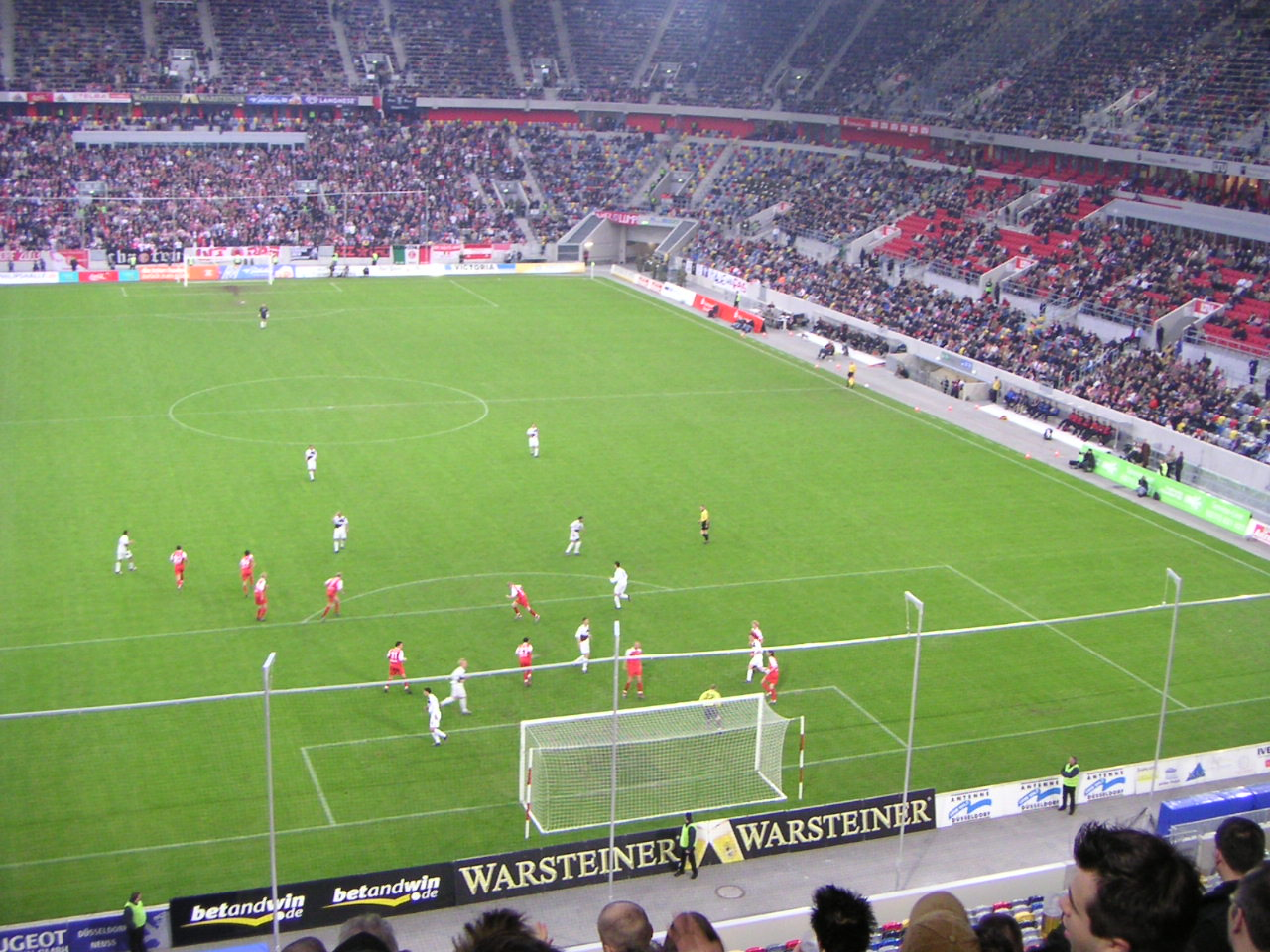
LTU Arena podczas meczu (2005)

- Finalista Pucharu Niemiec: 1937, 1957, 1958, 1962, 1978
- Finalista Pucharu Zdobywców Pucharów: 1979
- Zwycięzca Pucharu Intertoto: 1967, 1984, 1986
- Ciutat de Palma: 1989
- Gauliga: 1927, 1929, 1931, 1933, 1936, 1937, 1938, 1939, 1940, 1947
- Amatorskie mistrzostwo Niemiec: 1977

## Stadiony
- Lichtplatz (1908–1919)
- Vennhauser Straße (1919–1930)
- Paul-Janes-Stadion (1930–1972 oraz 2002 – do dziś)
- Rheinstadion (1926–2002)
- LTU Arena (2004–2009)
- ESPRIT arena (2009−2018)
- Merkur Spiel-Arena (2018-nadal)

## Sezony (w XXI wieku)
| Sezon     | Liga                        | Poziom | Miejsce w lidze | Uwagi                    |
| --------- | --------------------------- | ------ | --------------- | ------------------------ |
| 1999/2000 | Regionalliga (West/Südwest) | III    | 6               |                          |
| 2000/2001 | Regionalliga (Nord)         | III    | 16              |                          |
| 2001/2002 | Regionalliga (Nord)         | III    | 17              |                          |
| 2002/2003 | Oberliga (Nordrhein)        | IV     | 8               |                          |
| 2003/2004 | Oberliga (Nordrhein)        | IV     | 2               |                          |
| 2004/2005 | Regionalliga (Nord)         | III    | 8               |                          |
| 2005/2006 | Regionalliga (Nord)         | III    | 5               |                          |
| 2006/2007 | Regionalliga (Nord)         | III    | 10              |                          |
| 2007/2008 | Regionalliga (Nord)         | III    | 3               |                          |
| 2008/2009 | 3. Liga                     | III    | 2               |                          |
| 2009/2010 | 2. Bundesliga               | II     | 4               |                          |
| 2010/2011 | 2. Bundesliga               | II     | 7               |                          |
| 2011/2012 | 2. Bundesliga               | II     | 3               | awans po barażach        |
| 2012/2013 | Bundesliga                  | I      | 17              |                          |
| 2013/2014 | 2. Bundesliga               | II     | 6               |                          |
| 2014/2015 | 2. Bundesliga               | II     | 10              |                          |
| 2015/2016 | 2. Bundesliga               | II     | 14              |                          |
| 2016/2017 | 2. Bundesliga               | II     | 11              |                          |
| 2017/2018 | 2. Bundesliga               | II     | 1               |                          |
| 2018/2019 | Bundesliga                  | I      | 10              |                          |
| 2019/2020 | Bundesliga                  | I      | 17              |                          |
| 2020/2021 | 2. Bundesliga               | II     | 5               |                          |
| 2021/2022 | 2. Bundesliga               | II     | 10              |                          |
| 2022/2023 | 2. Bundesliga               | II     | 4               |                          |
| 2023/2024 | 2. Bundesliga               | II     | 3               | przegrane baraże o awans |
| 2024/2025 | 2. Bundesliga               | II     | 6               |                          |

## Zawodnicy

### Obecny skład
Stan na 28 lipca 2022
| Nr | Poz. | Piłkarz                                     |
| -- | ---- | ------------------------------------------- |
| 1  | BR   | Raphael Wolf                                |
| 3  | PO   | André Hoffmann                              |
| 4  | PO   | Ao Tanaka (Wypożyczony z Kawasaki Frontale) |
| 5  | OB   | Christoph Klarer                            |
| 6  | PO   | Edgar Prib                                  |
| 7  | OB   | Florian Hartherz                            |
| 9  | NA   | Dawid Kownacki                              |
| 11 | PO   | Felix Klaus                                 |
| 12 | PO   | Kristoffer Peterson                         |
| 13 | PO   | Adam Bodzek (Kapitan)                       |
| 16 | PO   | Dragoș Nedelcu (Wypożyczony z FCSB)         |
| 18 | PO   | Thomas Pledl                                |
| 19 | NA   | Emmanuel Iyoha                              |

| Nr | Poz. | Piłkarz                                     |
| -- | ---- | ------------------------------------------- |
| 20 | OB   | Khaled Narey                                |
| 21 | BR   | Dennis Gorka                                |
| 22 | OB   | Leonardo Koutris (Wypożyczony z Olympiacos) |
| 23 | PO   | Shinta Appelkamp                            |
| 25 | OB   | Matthias Zimmermann                         |
| 27 | NA   | Nicklas Shipnoski                           |
| 28 | NA   | Rouwen Hennings                             |
| 31 | PO   | Marcel Sobottka                             |
| 32 | NA   | Róbert Boženík (Wypożyczony z Feyenoord)    |
| 33 | BR   | Florian Kastenmeier                         |
| 36 | OB   | Nikell Touglo                               |
| 43 | OB   | Jamil Siebert                               |
| 47 | NA   | Lex-Tyger Lobinger                          |

## Europejskie puchary
Legenda do wszystkich tabel:
- Q – runda eliminacyjna, 1/16, 1/8, 1/4, 1/2 – odpowiednia faza rozgrywek, Grupa – runda grupowa, 1r gr – pierwsza runda grupowa, 2r gr – druga runda grupowa, F – finał, R – runda, PO – play-off
- k. – rzuty karne, los. – losowanie, Dogr. – dogrywka, w. – zasada bramek strzelonych na wyjeździe

| Sezon   | Rozgrywki                 | Runda | Klub                     | Dom            | Wyjazd         | Ogólnie        |
| ------- | ------------------------- | ----- | ------------------------ | -------------- | -------------- | -------------- |
| 1973/74 | Puchar UEFA               | 1R    | Næstved BK               | 1–0            | 2–2            | 3–2            |
| 1973/74 | Puchar UEFA               | 2R    | FC Admira/Wacker         | 3–0            | 1–2            | 4–2            |
| 1973/74 | Puchar UEFA               | 1/8   | 1. FC Lokomotive Leipzig | 2–1            | 0–3            | 2–4            |
| 1974/75 | Puchar UEFA               | 1R    | Torino Calcio            | 3–1            | 1–1            | 4–2            |
| 1974/75 | Puchar UEFA               | 2R    | Vasas                    | 3–0            | 0–2            | 3–2            |
| 1974/75 | Puchar UEFA               | 1/8   | FC Amsterdam             | 1–2            | 0–3            | 1–5            |
| 1978/79 | Puchar Zdobywców Pucharów | 1R    | CS Universitatea Craiova | 1–1            | 4–3            | 5–4            |
| 1978/79 | Puchar Zdobywców Pucharów | 1/8   | Aberdeen                 | 3–0            | 0–2            | 3–2            |
| 1978/79 | Puchar Zdobywców Pucharów | 1/4   | Servette FC              | 0–0            | 1–1            | 1–1, w.        |
| 1978/79 | Puchar Zdobywców Pucharów | 1/2   | Baník Ostrawa            | 3–1            | 1–2            | 4–3            |
| 1978/79 | Puchar Zdobywców Pucharów | F     | FC Barcelona             | 3–4 (N), Dogr. | 3–4 (N), Dogr. | 3–4 (N), Dogr. |
| 1979/80 | Puchar Zdobywców Pucharów | 1R    | Rangers                  | 0–0            | 1–2            | 1–2            |
| 1980/81 | Puchar Zdobywców Pucharów | 1R    | Austria Salzburg         | 5–0            | 3–0            | 8–0            |
| 1980/81 | Puchar Zdobywców Pucharów | 1/8   | Waterschei Thor Genk     | 1–0            | 0–0            | 1–0            |
| 1980/81 | Puchar Zdobywców Pucharów | 1/4   | SL Benfica               | 2–2            | 0–1            | 2–3            |